# Melinis angolensis
Melinis angolensis är en gräsart som beskrevs av Alfred Barton Rendle. Melinis angolensis ingår i släktet Melinis och familjen gräs. Inga underarter finns listade i Catalogue of Life.